# 2383 Bradley
2383 Bradley este un asteroid din centura principală, descoperit pe 5 aprilie 1981 de Edward Bowell.